# Делегування
Делегування — означає, як правило, передачу функцій, повноважень на певний час із збереженням у делегуючого суб'єкта права повернути їх до власного виконання. Водночас делегуючий суб'єкт набуває право контролю за станом і наслідками виконання делегованих функцій, повноважень; він може також фінансувати із власних коштів їх здійснення, передавати у користування необхідні для цього майнові об'єкти.